# Carcharias
Carcharias es un género de elasmobranquios lamniformes de la familia Odontaspididae  que se encuentran en ambos lados de las costas del océano Atlántico, pero más notablemente en el océano Índico Occidental y en el golfo de Maine. 

## Especies
El género Carcharias incluye dos especies:
- Carcharias taurus Rafinesque, 1810[1]
- Carcharias tricuspidatus Day, 1878[2]